# Louis Fidrit
Louis Fidrit né à Paris le 10 mai 1884 et mort dans cette même ville le 2 décembre 1918, est un peintre français.

## Biographie
Louis Fidrit est le fils de Charles Fidrit, dessinateur, et Louise Clémence Digniez.
Il est élève de Bonnat et Humbert.
En 1907, il obtient le second grand prix de Rome.
Il meurt à Paris à l'âge de 34 ans.